# مذبحة كرمنيكا ونيميكا

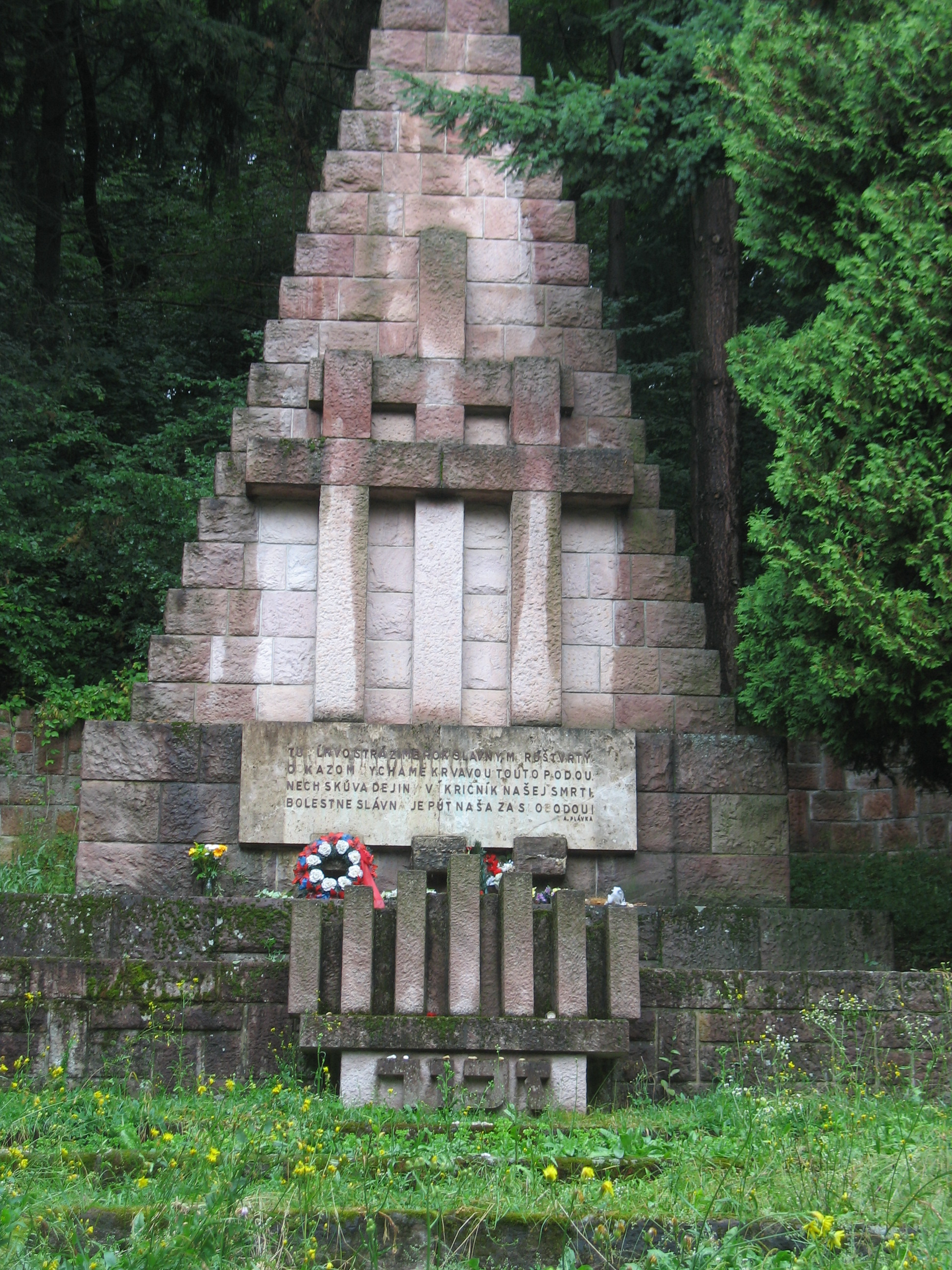
نصب تذكاري لضحايا Kremnička

كانت مجازر كرمنيكا ونيميكا Kremnička و Nemecká عبارة عن سلسلة من المذابح التي ارتكبت بين 5 نوفمبر 1944 و 19 فبراير 1945 في كرمنيكا ونيميكا، سلوفاكيا ,من قبل أقسام الطوارئ في حرس هلينكا واينزاتس كوماندو 14 واحدة من قوات الصاعقة النازية بعد احداث قمع الانتفاضة الوطنية السلوفاكية . خلال الانتفاضة، هرب العديد من اليهود إلى بانسكا بيستريتسا ، معقل حزبي ؛ عندما سقطت المدينة، احتُجز اليهود، والثوار السلوفاكيون الفاعلين أو المشتبه بهم، والغجر الذين أسروهم خلال عمليات الاعتقال مؤقتًا في سجن المدينة. ثم تم نقلهم جميعا بالشاحنات إلى مواقع الإعدام في كرمنيكا ونيميكا، حيث تم إطلاق النار عليهم.كانوا حوالي 747 شخصًا . الأرقام الدقيقة غير معروفة لمجازر نيميكا، لأن الجثث احترقت، لكن المؤرخين يقدرون عدد القتلى بحوالي 900 شخص، معظم الضحايا المعروفين كانوا من اليهود أو الروما الغجر .

## خلفية
رداً على زيادة نشاط الثوار السلوفاكيين الذين عارضوا ألمانيا النازية والحكومة السلوفاكية المتحالفة مع المحور، غزت ألمانيا سلوفاكيا، مما عجل بالانتفاضة الوطنية السلوفاكية ، التي اندلعت في 29 أغسطس 1944. خوفًا من استئناف عمليات الترحيل إلى معسكرات الإبادة ، فر العديد من اليهود إلى بانسكا بيستريتسا ، مركز الانتفاضة، والمناطق الأخرى التي يسيطر عليها الحزب في وسط سلوفاكيا.  الألمان والمتعاونون المحليون - فرق الطوارئ التابعة لحرس Hlinka (POHG) - هزموا سريعا الثوار ووحدات الجيش السلوفاكي التي دعمت الانتفاضة.  عندما سقطت بانسكا بيستريتسا، آخر معقل للمعارضة، في 27 أكتوبر، تم القبض على الثوار الفعليين والمشتبه بهم واليهود والغجر بالإضافة إلى الوطنيين واحتجزوا مؤقتًا في سجن مكتظ، بالحد الأدنى من الطعام والماء.  بشكل عام، قُتل حوالي 4000 شخص في سلوفاكيا، معظمهم على يد قوات الصاعقة النازية Einsatzgruppe H ، ولكن بمساعدة من المتعاونين المحليين. 

## مذابح في كرمنيكا
تم وضع الضحايا في شاحنات واقتيادهم إلى كرمنيكا، حيث حفر الثوار خنادق مضادة للدبابات. قيل لهم أن يغادروا الشاحنات ويسيروا عبر حقل إلى الخنادق، حيث طُلب منهم الاستلقاء. وبحسب الشهود، لم يبد الضحايا مقاومة. مرت كل من الجنود الألمان والسلوفاك عبر صفوف الضحايا وأطلقوا النار عليهم واحدا تلو الآخر. ووقف جنود آخرون في حراسة المنطقة المحيطة للتأكد من عدم هروب أحد. بعد مقتل البعض، قفز آخرون في الخنادق بين القتلى، لكن الجنود مروا بهم وأطلقوا عليهم النار. تشير الأدلة التي تم جمعها عند استخراج الجثث إلى أن البعض قد اختنق حتى الموت.   وقعت مجازر في 5 نوفمبر و 20 نوفمبر (282 ضحية) و 12 و 19 ديسمبر و 5 و 20 يناير و 19 فبراير. 
وفقًا للمؤرخ السلوفاكي أنطون هروبون، شارك حوالي 5 ٪ من جميع أعضاء فرق الطوارئ في المذابح.  ومع ذلك، فقد كذب المتعاونون السلوفاكيون الذين كانوا حاضرين في Kremnička كثيرًا بشأن تورطهم من أجل تجنب الملاحقة القضائية، على سبيل المثال الادعاء بأنهم تعرضوا للتهديد والإكراه على المشاركة في المذبحة من قبل أعضاء SD الألمان وأطلقوا النار فقط على رؤوس الضحايا .  تفاخر المتعاونون السلوفاكيون الآخرون بجرائم القتل، على الرغم من الأوامر الصارمة بالحفاظ على سرية الجرائم.  لذلك، من المستحيل معرفة الدور الدقيق الذي لعبه الجنود الأفراد في المجزرة، ولكن حتى أولئك الذين لم يطلقوا النار ما زالوا يساهمون في القتل بحراسة المحيط وأداء مهام مساعدة أخرى. 

## مذابح في نيميكا

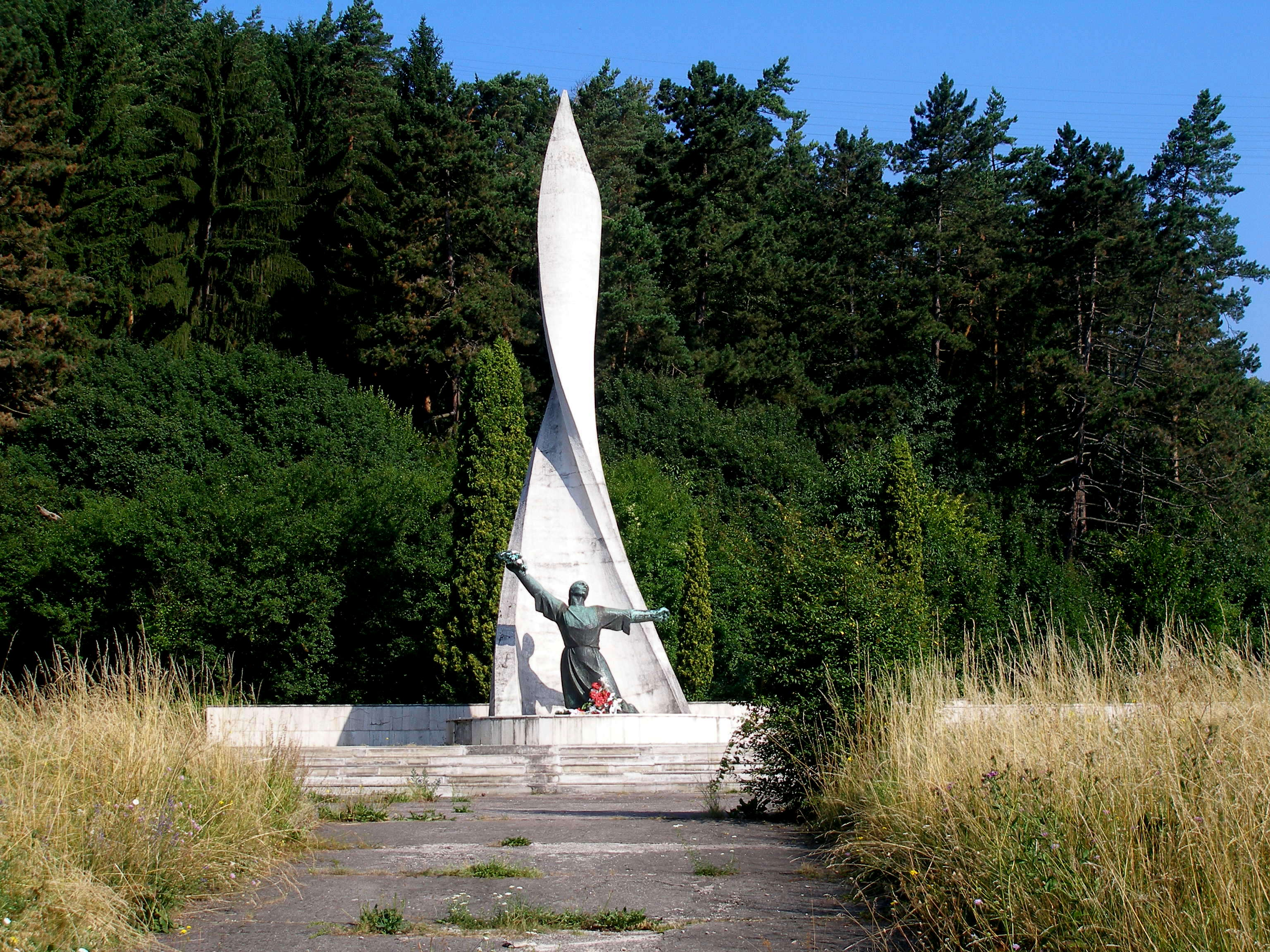
نصب تذكاري لضحايا الانتفاضة الوطنية السلوفاكية في نيميكا

تم اختيار قرية نيميكا  القريبة كموقع للإعدام بسبب أفران الحجر الجيري، والتي كانت تستخدم لحرق الجثث. نُقل الضحايا من سجن بانسكا بيستريتسا في شاحنات وأُطلق عليهم الرصاص قبل إحراقهم. بسبب حرق الجثث، العدد الدقيق للضحايا غير معروف، لكن وفقًا للمؤرخة الإسرائيلية جيلا فاتران، قُتل حوالي 900 شخص. تشير سجلات Einsatskommando 14 إلى أن 205 ضحايا كانوا «غير مرغوب فيهم عنصريًا» ، وكان 26 شخصًا يشتبه في مشاركتهم في الانتفاضة، وأن عددًا قليلاً من الضحايا كانوا جنودًا أمريكيين وفرنسيين وسوفيات ورومانيين. وقعت عمليات القتل في Nemecká بين 4 و 11 يناير 1945 ؛ شارك كل من حرس Hlinka و Einsatzkommando 14 في عمليات القتل

## ذكرى
تم وصف الحدث بأنه كاتين السلوفاكية.  ركز بعض المعلقين السلوفاك على حقيقة أن المتعاونين السلوفاكيين قتلوا مواطنين سلوفاكيين غير يهود.  ووفقًا لفاتران، فإن جرائم القتل في كرمنيكا جاءت لترمز إلى وحشية قمع الانتفاضة.  كانت كريمينيكا ونيميكا أكبر جرائم حرب ارتكبت على الأراضي السلوفاكية خلال الحرب العالمية الثانية.   Memorial of the Slovak National Uprising [خطأ: تحقق من وسيط ورمز اللغة] في Nemecká. 